# Менархе
Менархе се нарича първата менструация на една жена. И от социална, и от медицинска гледна точка менархето се счита за повратен момент в пубертета и дори в живота на жената, тъй като е признак за нейната фертилност.
Кога ще настъпи менархето зависи от много и различни условия: климат, начин на живот и хранене, здравословно състояние и други. За нормални граници на появата на първата менструация в България се приема между 12 и 15 години.
Обикновено в случаите, когато момичето се развива нормално, след появата на първата менструация по-нататък тя продължава да се явява и да протича правилно. В други случаи се явяват различни нередовности, свързани с пубертета, а по-късно менструацията се нормализира. Липсата на менструация след 15-ата година налага внимателно изследване с оглед откриване на причините и вземане на своевременни мерки за лечение. Ранната проява на менархе (преди 12-ата година) е един от рисковите фактори за рак на гърдата.